# Жюль Бланшар
Жюль Бланшар (фр. Jules Blanchard; 25 травня 1832 — 2 травня 1916) — французький скульптор.
Бланшар народився в Пюізо. Він був зятем скульптора Дені Фойатьє та учнем Франсуа Жуффруа. Бланшар, мабуть, найбільш відомий своєю реконструкцією фонтену Пальм'є на площі Шатле в Парижі.